# 真番郡

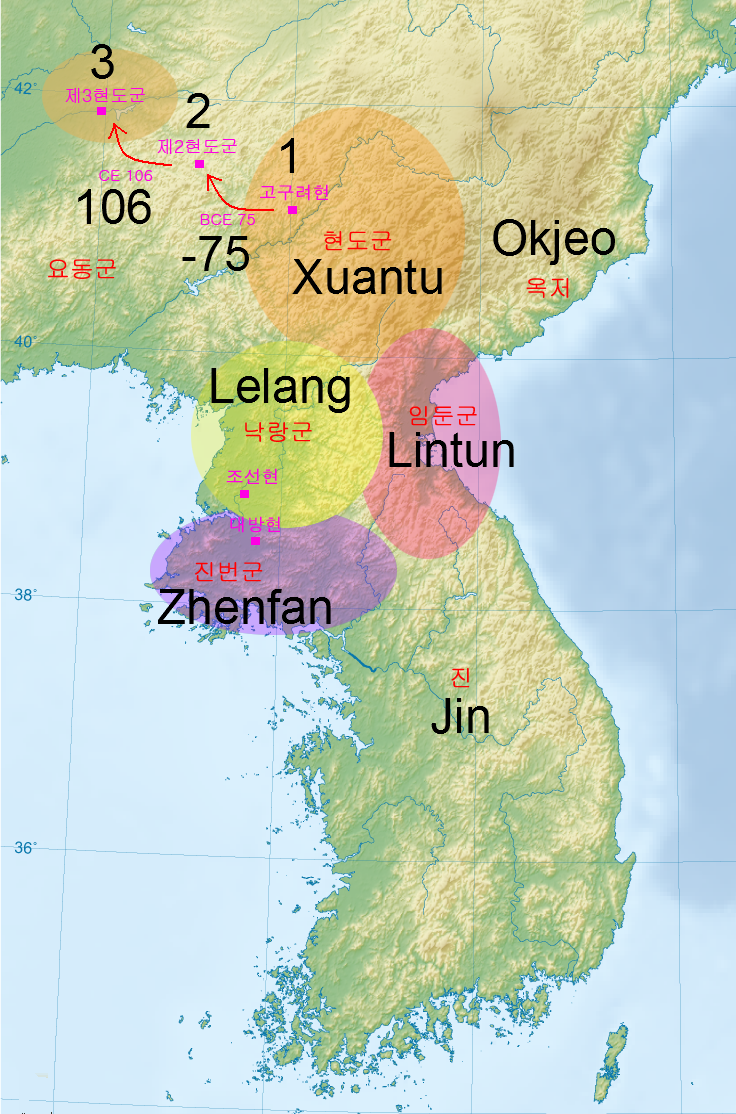
漢四郡

真番郡，中國漢代郡名。漢武帝元封三年（前108年）以東夷真番之地置。郡治在霅縣，“霅”古音同“首”。 首尔所在的真番郡后来为魏晋时期的帶方郡。其境北隔載寧江（帶水）與樂浪郡為鄰，西至黃海，東接臨屯郡，南臨辰韓部落，轄境大致相當於今朝鮮黃海南道、黃海北道、開城工業地區一帶。屬幽州刺史部。昭帝始元五年（前82年）併入樂浪郡。東漢末，公孫康以真番郡故地置帶方郡。西晉末帶方郡為高句麗佔據。

## 郡名起源
真番、臨屯皆為朝鮮之鄰近部落，並非朝鮮領地。戰國末年，燕國勢力曾到達真番一帶。《史記》常以朝鮮、真番並舉：“東綰穢貊、朝鮮、真番之利。”“自始全燕時，嘗略屬真番、朝鮮，為置吏，築鄣塞。”燕國人衛滿建立衛氏朝鮮後，真番、臨屯皆臣服于朝鮮。“（衛）滿得兵威財物，侵降其旁小邑，真番、臨屯，皆來服屬，地方千里。”“燕丹散亂遼閒，滿收其亡民，厥聚海東，以集真籓，葆塞為外臣。”
《史記》云：“真番旁辰國，欲上書見天子。（朝鮮）又擁閼不通。”真番、辰國使臣遣使入漢要通過朝鮮，可知真番在朝鮮之南、辰國之北。朝鮮阻撓真番、辰國使臣入貢，成為漢武帝發兵滅朝鮮的原因之一。

## 建置沿革
漢武帝元朔元年（前128年），朝廷在東濊、臨屯之地設立了蒼海郡，欲以阻絕朝鮮與匈奴的聯繫。元封三年（前108年），漢武帝滅衛氏朝鮮，在沃沮、朝鮮、真番、濊貊之地置玄菟、樂浪、真番、臨屯四郡（韓國學者稱之為漢四郡）。
真番郡初置時領十五縣，治霅縣。今其地可考者有八縣：
| 縣名   | 守尉治所     | 縣治所在地                         | 異名         | 備註               |
| ------ | ------------ | ---------------------------------- | ------------ | ------------------ |
| 霅縣   | 郡治         | 韓國首爾一帶                       |              |                    |
| 含資縣 |              | 朝鮮黃海北道瑞興郡                 |              |                    |
| 帶方縣 | 東漢帶方郡治 | 朝鮮黃海北道鳳山郡石城里古唐城     |              |                    |
| 海冥縣 |              | 朝鮮黃海南道海州市一帶             | 海桓（新莽） |                    |
| 列口縣 |              | 朝鮮黃海南道殷栗郡大同江入海口南岸 |              | 以列水入海處得名。 |
| 長岑縣 |              | 朝鮮黃海南道長淵郡北               |              |                    |
| 昭明縣 | 真番都尉治所 | 朝鮮黄海南道信川郡北               | 南新（晉代） |                    |
| 提奚縣 |              | 朝鮮黃海北道平山郡西南             | 提翼         |                    |

霅縣與其餘無考的七縣為開辰國北部所置。《三國志》魏志馬韓傳云：“從事吳林以樂浪本統韓國，分割辰韓八國以與樂浪。”韓國學者李丙燾認為，此處“辰韓八國”可能就是真番郡南部沒入辰國的八縣，包括霅縣。

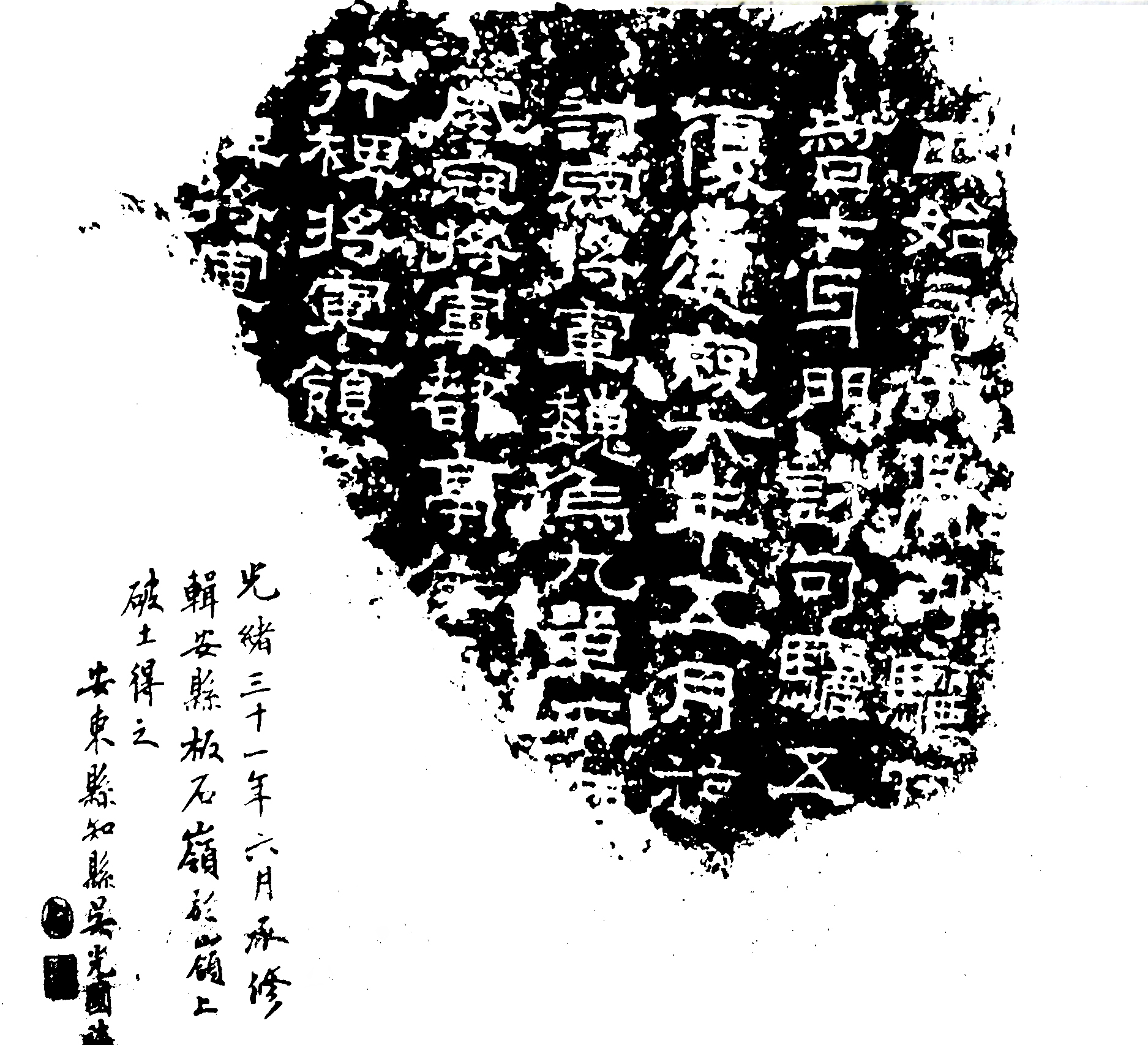
毌丘儉伐高句驪刻石

昭帝始元五年（前82年），罷真番郡，以北部七縣入樂浪郡，隸屬于南部都尉。霅縣及其南部無考的七縣可能于此時沒于辰國，後入馬韓。獻帝建安中，割據遼東的公孫康分樂浪郡屯有縣以南地置帶方郡，辖带方、列口、長岑、昭明、含資、提奚、海冥七縣，即西漢時真番郡北部故地。
魏齊王正始年間，魏國遣毌丘儉等伐辰韓，恢復了對臨屯郡故地的統治，東濊、辰韓諸部落多由帶方郡管轄。西晉太康中改昭明縣為南新縣。晉愍帝建興二年（314年），帶方郡沒入高句麗。此後中原王朝在朝鮮半島的直接統治暫時中斷，直至唐代初年滅高句麗。